# Čokoladna brda
Čokoladna brda je geološka formacija u Filipinima. Postoje najmanje 1.260 brda, ali postoji mnogo manjih brda njih 1.776 na površini od 50 kvadratnih kilometara. Brda su obrasla zelenom travom koja se tokom sušne sezone osuši, pa brda poprime boju čokolade. Čokoladna brda su poznata turistička atrakcija u provinciji Bohol. Ona se nalaze na zastavi i grbu provincije i simbolizuju obilje prirodnih atrakcija u provinciji. Predložena su za uključivanje na listu svetske baštine UNESCO-a.

## Vrste trava
Vegetacijom brda dominiraju trave kao što su Imperata cylindrica i Saccharum spontaneum. Nekoliko ih je prekriveno glavočikama i papratima. Između brda je ravna zemlja na kojoj se uzgaja pirinač i drugi usevi. Međutim, prirodnoj vegetaciji sada prete kamenolomi.

## Reljef
Čokoladna brda su konusna krška brda slična onima koja se nalaze u vapnenačkim regijama u Sloveniji, Hrvatskoj, severnom Portoriku i Kubi.

## Spoljašnje veze
- UNESCO